# Vedran Runje
Vedran Runje (Signo, 10 febbraio 1976) è un allenatore di calcio ed ex calciatore croato, di ruolo portiere, preparatore dei portieri del Milan.

## Biografia
Nato a Signo, anche suo fratello minore Zlatko è stato un portiere.

## Carriera

### Giocatore

#### Club
Nella sua carriera, Runje ha giocato per l'Trogir, per l'Hajduk Spalato, per lo Standard Liegi, per l'Olympique Marsiglia, per il Beşiktaş e per il Lens.

#### Nazionale
È stato convocato per il campionato d'Europa 2008 come riserva di Stipe Pletikosa. Grazie alla qualificazione matematicamente raggiunta al primo posto dopo sole due partite nel girone, gioca titolare nella terza ininfluente gara, vinta anch'essa 1-0, contro la Polonia.

### Allenatore
Il 2 luglio 2021 viene annunciato come nuovo preparatore dei portieri del Porto, afficancando così Diamantino Figueiredo in tale incarico.

## Statistiche

### Cronologia presenze e reti in nazionale
| Cronologia completa delle presenze e delle reti in nazionale ― Croazia | Cronologia completa delle presenze e delle reti in nazionale ― Croazia | Cronologia completa delle presenze e delle reti in nazionale ― Croazia | Cronologia completa delle presenze e delle reti in nazionale ― Croazia | Cronologia completa delle presenze e delle reti in nazionale ― Croazia | Cronologia completa delle presenze e delle reti in nazionale ― Croazia | Cronologia completa delle presenze e delle reti in nazionale ― Croazia | Cronologia completa delle presenze e delle reti in nazionale ― Croazia |
| Data                                                                   | Città                                                                  | In casa                                                                | Risultato                                                              | Ospiti                                                                 | Competizione                                                           | Reti                                                                   | Note                                                                   |
| ---------------------------------------------------------------------- | ---------------------------------------------------------------------- | ---------------------------------------------------------------------- | ---------------------------------------------------------------------- | ---------------------------------------------------------------------- | ---------------------------------------------------------------------- | ---------------------------------------------------------------------- | ---------------------------------------------------------------------- |
| 15-11-2006                                                             | Tel Aviv                                                               | Israele                                                                | 3 – 4                                                                  | Croazia                                                                | Qual. Euro 2008                                                        | -3                                                                     |                                                                        |
| 22-8-2007                                                              | Sarajevo                                                               | Bosnia ed Erzegovina                                                   | 3 – 5                                                                  | Croazia                                                                | Amichevole                                                             | -3                                                                     |                                                                        |
| 12-9-2007                                                              | Andorra la Vella                                                       | Andorra                                                                | 0 – 6                                                                  | Croazia                                                                | Qual. Euro 2008                                                        | -                                                                      |                                                                        |
| 16-10-2007                                                             | Fiume                                                                  | Croazia                                                                | 3 – 0                                                                  | Slovacchia                                                             | Amichevole                                                             | -                                                                      | 51’                                                                    |
| 16-6-2008                                                              | Klagenfurt                                                             | Polonia                                                                | 0 – 1                                                                  | Croazia                                                                | Euro 2008 - 1º turno                                                   | -                                                                      |                                                                        |
| 20-8-2008                                                              | Maribor                                                                | Slovenia                                                               | 2 – 3                                                                  | Croazia                                                                | Amichevole                                                             | -1                                                                     | 51’                                                                    |
| 6-6-2009                                                               | Zagabria                                                               | Croazia                                                                | 2 – 2                                                                  | Ucraina                                                                | Qual. Mondiali 2010                                                    | -2                                                                     |                                                                        |
| 12-8-2009                                                              | Minsk                                                                  | Bielorussia                                                            | 1 – 3                                                                  | Croazia                                                                | Qual. Mondiali 2010                                                    | -1                                                                     |                                                                        |
| 5-9-2009                                                               | Zagabria                                                               | Croazia                                                                | 1 – 0                                                                  | Bielorussia                                                            | Qual. Mondiali 2010                                                    | -                                                                      |                                                                        |
| 9-9-2009                                                               | Londra                                                                 | Inghilterra                                                            | 5 – 1                                                                  | Croazia                                                                | Qual. Mondiali 2010                                                    | -5                                                                     |                                                                        |
| 8-10-2009                                                              | Fiume                                                                  | Croazia                                                                | 3 – 2                                                                  | Qatar                                                                  | Amichevole                                                             | -2                                                                     |                                                                        |
| 14-10-2009                                                             | Astana                                                                 | Kazakistan                                                             | 1 – 2                                                                  | Croazia                                                                | Qual. Mondiali 2010                                                    | -1                                                                     |                                                                        |
| 3-3-2010                                                               | Bruxelles                                                              | Belgio                                                                 | 0 – 1                                                                  | Croazia                                                                | Amichevole                                                             | -                                                                      |                                                                        |
| 11-8-2010                                                              | Bratislava                                                             | Slovacchia                                                             | 1 – 1                                                                  | Croazia                                                                | Amichevole                                                             | -1                                                                     |                                                                        |
| 3-9-2010                                                               | Riga                                                                   | Lettonia                                                               | 0 – 3                                                                  | Croazia                                                                | Qual. Euro 2012                                                        | -                                                                      |                                                                        |
| 7-9-2010                                                               | Zagabria                                                               | Croazia                                                                | 0 – 0                                                                  | Grecia                                                                 | Qual. Euro 2012                                                        | -                                                                      |                                                                        |
| 9-10-2010                                                              | Tel-Aviv                                                               | Israele                                                                | 1 – 2                                                                  | Croazia                                                                | Qual. Euro 2012                                                        | -1                                                                     |                                                                        |
| 17-11-2010                                                             | Zagabria                                                               | Croazia                                                                | 3 – 0                                                                  | Malta                                                                  | Qual. Euro 2012                                                        | -                                                                      |                                                                        |
| 9-2-2011                                                               | Pola                                                                   | Croazia                                                                | 4 – 2                                                                  | Rep. Ceca                                                              | Amichevole                                                             | -2                                                                     |                                                                        |
| 26-3-2011                                                              | Tbilisi                                                                | Georgia                                                                | 1 – 0                                                                  | Croazia                                                                | Qual. Euro 2012                                                        | -1                                                                     |                                                                        |
| 29-3-2011                                                              | Saint-Denis                                                            | Francia                                                                | 0 – 0                                                                  | Croazia                                                                | Amichevole                                                             | -                                                                      | 51’                                                                    |
| 3-6-2011                                                               | Spalato                                                                | Croazia                                                                | 2 – 1                                                                  | Georgia                                                                | Qual. Euro 2012                                                        | -1                                                                     |                                                                        |
| Totale                                                                 |                                                                        | Presenze                                                               | 22                                                                     |                                                                        | Reti                                                                   | -24                                                                    |                                                                        |

| Cronologia completa delle presenze e delle reti in nazionale ― Croazia under 21 | Cronologia completa delle presenze e delle reti in nazionale ― Croazia under 21 | Cronologia completa delle presenze e delle reti in nazionale ― Croazia under 21 | Cronologia completa delle presenze e delle reti in nazionale ― Croazia under 21 | Cronologia completa delle presenze e delle reti in nazionale ― Croazia under 21 | Cronologia completa delle presenze e delle reti in nazionale ― Croazia under 21 | Cronologia completa delle presenze e delle reti in nazionale ― Croazia under 21 | Cronologia completa delle presenze e delle reti in nazionale ― Croazia under 21 |
| Data                                                                            | Città                                                                           | In casa                                                                         | Risultato                                                                       | Ospiti                                                                          | Competizione                                                                    | Reti                                                                            | Note                                                                            |
| ------------------------------------------------------------------------------- | ------------------------------------------------------------------------------- | ------------------------------------------------------------------------------- | ------------------------------------------------------------------------------- | ------------------------------------------------------------------------------- | ------------------------------------------------------------------------------- | ------------------------------------------------------------------------------- | ------------------------------------------------------------------------------- |
| 26-3-1996                                                                       | Čakovec                                                                         | Croazia under 21                                                                | 0 – 0                                                                           | Israele under 21                                                                | Amichevole                                                                      | -                                                                               |                                                                                 |
| 9-4-1996                                                                        | Vinkovci                                                                        | Croazia under 21                                                                | 1 – 1                                                                           | Ungheria under 21                                                               | Amichevole                                                                      | -1                                                                              | 70’                                                                             |
| 23-4-1996                                                                       | Sunderland                                                                      | Inghilterra under 21                                                            | 0 – 1                                                                           | Ungheria under 21                                                               | Amichevole                                                                      | -                                                                               |                                                                                 |
| 22-5-1996                                                                       | Manaus                                                                          | Brasile under 21                                                                | 1 – 1                                                                           | Ungheria under 21                                                               | Amichevole                                                                      | -                                                                               |                                                                                 |
| 8-10-1996                                                                       | Zenica                                                                          | Bosnia ed Erzegovina under 21                                                   | 3 – 1                                                                           | Croazia under 21                                                                | Qual. Europeo Under-21 1998                                                     | -3                                                                              |                                                                                 |
| Totale                                                                          |                                                                                 | Presenze                                                                        | 5                                                                               |                                                                                 | Reti                                                                            | -5                                                                              |                                                                                 |

| Cronologia completa delle presenze e delle reti in nazionale ― Croazia under 20 | Cronologia completa delle presenze e delle reti in nazionale ― Croazia under 20 | Cronologia completa delle presenze e delle reti in nazionale ― Croazia under 20 | Cronologia completa delle presenze e delle reti in nazionale ― Croazia under 20 | Cronologia completa delle presenze e delle reti in nazionale ― Croazia under 20 | Cronologia completa delle presenze e delle reti in nazionale ― Croazia under 20 | Cronologia completa delle presenze e delle reti in nazionale ― Croazia under 20 | Cronologia completa delle presenze e delle reti in nazionale ― Croazia under 20 |
| Data                                                                            | Città                                                                           | In casa                                                                         | Risultato                                                                       | Ospiti                                                                          | Competizione                                                                    | Reti                                                                            | Note                                                                            |
| ------------------------------------------------------------------------------- | ------------------------------------------------------------------------------- | ------------------------------------------------------------------------------- | ------------------------------------------------------------------------------- | ------------------------------------------------------------------------------- | ------------------------------------------------------------------------------- | ------------------------------------------------------------------------------- | ------------------------------------------------------------------------------- |
| 8-2-1995                                                                        | Parenzo                                                                         | Croazia under 20                                                                | 1 – 1                                                                           | Francia under 20                                                                | Amichevole                                                                      | -1                                                                              | 90’                                                                             |
| Totale                                                                          |                                                                                 | Presenze                                                                        | 1                                                                               |                                                                                 | Reti                                                                            | -1                                                                              |                                                                                 |

## Palmarès

### Club

#### Competizioni nazionali
- Ligue 2: 1

Lens: 2008-2009
- Coppa di Turchia: 1

Besiktas: 2006-2007